# ウォッチタワー作戦
ウォッチタワー作戦（ウォッチタワーさくせん, Operation Watchtower）は、第二次世界大戦前半においてアメリカ軍統合参謀本部が決定した対日反攻作戦の第1段作戦の名称である。望楼作戦と訳されることもある。

## 基本戦略の策定
1942年3月14日、米軍統合参謀本部は大西洋・太平洋を巡る両洋作戦の基本方針を策定した。その中で太平洋方面では
- 米国領土、本土沿岸水域の確保
- 豪州及び付属島嶼とその地域と米国西海岸、パナマ間の海上交通路の確保
- 日本軍占領地に対する日本軍の活動封鎖、潜水艦や空母を用いた圧迫、攻撃消耗戦での日本軍の勢力減衰
- インド・ビルマ・中国の防衛に対する限定的補助

が織り込まれた。このうちの米豪連絡線確保の予備行動としてオーストラリアに陸軍3個師団をサモア諸島を配下に置きフィジー島のスバ、ニューカレドニア島のヌーメアを連合軍の拠点とする一方で、トンガ諸島のトンガタプ島、ガダルカナル島の南東600浬のニューヘブリディーズ諸島エファテ島に策源地を築き、日本軍への戦略的反攻拠点を構築していった。

## 日本軍の攻勢の頓挫とSN作戦の発令
日本軍は1942年5月3日にツラギ島方面を占領・進出したが、5月4日～6日には米空母「ヨークタウン」の艦載機による空襲を受け、駆逐艦「菊月」擱座、貨物船1、掃海艇2を失い、他に駆逐艦「夕月」と敷設艦「沖島」が損傷を受ける損害を被ってしまう。
珊瑚海海戦でポートモレスビーの攻略に失敗し、さらにミッドウェー海戦の敗北により、日本はニューカレドニア、フィジー、サモア諸島攻略を目指すFS作戦を延期し、ミッドウェー海戦の戦訓により強力な基地となるべき陸上基地主導でのフィジー・サモア攻略を目指すこととなる。横浜海軍航空隊が水上機基地を進出させたツラギ島の南方僅か12浬にあるソロモン諸島の小島、ガダルカナル島に飛行場適地があることは既にツラギの部隊から報告されていた。日本軍にとってツラギ島泊地は最前線の良港であったもののこの地域で航空優勢を確保するにはラバウル・ラエの両飛行場は遠すぎ、ツラギの水上機のみでは航空戦力として非力であった。そこでツラギ島泊地を利用し易くするためにも、将来のFS作戦の実施に際してもガダルカナル島の飛行基地建設は現地部隊にとって極めて切実な要求として伝えられ、6月中旬、「ソロモン諸島・ニューギニア島東部における航空基地獲得設営のための作戦(SN作戦)」として第4艦隊司令長官井上成美中将により発令され、ラバウル飛行場の拡張やラエ飛行場、カビエン飛行場の建設とともに、1942年8月15日までにガダルカナル飛行場を利用可能とすることとされた。

## 作戦の発令
アメリカは対日反攻計画の策定を進めていたが、ミッドウェー海戦の勝利の後の6月25日、海軍作戦部長アーネスト・キング大将は太平洋艦隊司令長官チェスター・ニミッツ大将とロバート・ゴームレー中将(南太平洋部隊海軍指揮官)に海兵隊によるサンタクルーズ諸島、ツラギ、その周辺島嶼への占領確保のための作戦準備を命じた。しかし、肝心のアレクサンダー・ヴァンデグリフト少将率いる第1海兵師団は7月11日まで到着完了せず、さらに統合参謀本部内でも陸軍参謀総長マーシャル大将が作戦の指揮権を巡ってキングと争っている状況だった。指揮権は東経159度以東はニミッツ大将、以西はマッカーサー大将が持つことに決定し、ウォッチタワー作戦は7月2日に次のようにして第3段作戦までが発令された。作戦開始日は8月1日の予定であったが、作戦の準備中にガダルカナル島で日本軍が建設中の飛行場を発見したため、ガダルカナル島の攻略も同時に行うことになった。ガダルカナル島が追加となったので、その準備のため作戦の実施は少し遅らせて8月7日に決定された。
第1段作戦：ウォッチタワー作戦
- サンタクルーズ諸島、ツラギ、その周辺島嶼の攻略を目標とする
- 統合指揮官はチェスター・ニミッツ大将
- D-dayは8月1日
- 作戦第1段階はフィジー諸島での予行演習、第2段階がガダルカナル島、ツラギ泊地の奪取、第3段階がヌデニ島、サンタクルーズ諸島の占領とした
- 支援艦隊第61任務部隊(フランク・J・フレッチャー)は第11任務隊、第16任務隊、第18任務隊(空母「サラトガ」、「エンタープライズ」、「ワスプ」、高速戦艦「ノースカロライナ」基幹26隻)と水陸両用艦隊(リッチモンド・K・ターナー少将)(輸送船23隻、巡洋艦8隻、駆逐艦15隻、掃海部隊1個群)
- 支援航空機は母艦航空部隊250機、海軍基地航空隊166機、陸軍航空部隊95機、ニュージーランド航空部隊30機の計541機
- 使用可能基地（南太平洋方面）：エファテ、エスピリトゥサント、ニューカレドニア、フィジー、トンガタプ島、サモア
- 投入兵力（アレクサンダー・ヴァンデグリフト少将）　第1海兵師団第1海兵連隊、同第5連隊、第2海兵師団第2海兵連隊、第1海兵挺身大隊、第3海兵防衛大隊及び付属海兵隊。総兵力19,105(モリソン戦史による。19,546とする説もある)。

第2段作戦：詳細未定
- ソロモン諸島残部、ラエ、サラモア、ニューギニア島北西部拠点の攻略を目標とする
- 統合指揮官はダグラス・マッカーサー大将

第3段作戦：詳細未定
- ラバウル、ニューブリテン島、ニューアイルランド島の要地を攻略目標とする
- 統合指揮官はダグラス・マッカーサー大将

## 作戦の結果
8月7日早朝のガダルカナル島上陸は戦略的奇襲となり、大きな抵抗無く米軍はガダルカナル島の飛行場用地を奪取した。また、ツラギ島では極めて熾烈な戦闘が行われたが、8月8日までに同島は海兵隊挺身大隊によって占領された。ガダルカナル島とツラギ泊地の失陥は日本軍にとって初めての占領地の喪失であり、即座に反撃が行われることとなり、同島を巡る日米両軍の戦いは翌1943年2月に至るまで続けられることとなった。